# Бенавидес, Хосе
Хосе Бенавидес (англ. Jose Benavidez) (15 мая 1992 года в Лос-Анджелесе, США) — американский боксёр-профессионал, выступающий в первой полусредней весовой категории. Временный чемпион мира (по версии WBA, 2014—2015). Самый молодой победитель турнира «Золотые перчатки» в полусреднем весе (2009 г. в 16 лет).

## Любительская карьера
- На любительском ринге дебютировал в 13 лет.
- Любительский рекорд: 120-5.
- Самый молодой победитель турнира «Золотые перчатки» в полусреднем весе (2009 г. в 16 лет).

## Профессиональная карьера
Бенавидес дебютировал на профессиональном ринге в январе 2010 года.
В декабре 2014 года спорно победил по очкам американца Маурисио Эрреру и завоевал титул временного чемпиона мира в первом полусреднем весе по версии WBA.

#### Бой с Джермаллом Чарло
25 ноября 2023 года в Лас Вегасе (Невада, США) проиграл по очкам 33-летнему чемпиону мира в среднем весе Джермаллу Чарло который вернулся на ринг после двухлетнего перерыва. Из-за длительного простоя в 2 с лишним года Чарло не стал проводить защиту своего титула WBC в среднем весе. На взвешивание перед боем Чарло оказался тяжелее лимита на полтора килограмма и бой пришлось проводить в промежуточном весе до 74 кг. 
Бой продлился всю дистанцию и был нервным ввиду конфликта участников обещавших нокаутировать друг друга. В первой половине боя Бенавидес был более активным и шел вперед, Чарло имея аргумент в ударной мощи работал на контратаках и проваливал идущего вперед Бенавидеса. Во-второй половине боя Чарло устал и чувствовалось что он недорабатывает. Счёт судей после 10 раундов: 98-92, 99-91 и 100-90 в пользу Чарло.